# Mannequin de sauvetage
 (décembre 2015).
Si vous disposez d'ouvrages ou d'articles de référence ou si vous connaissez des sites web de qualité traitant du thème abordé ici, merci de compléter l'article en donnant les références utiles à sa vérifiabilité et en les liant à la section « Notes et références ».
Le mannequin de sauvetage ou mannequin Pitet est un mannequin utilisé pour simuler le sauvetage aquatique d'un homme de 80 kg. Il a été inventé par Raymond Pitet en 1958.
Le mannequin à la norme internationale est rouge/orangé avec une bande blanche qui caractérise les poumons.
Ce qui caractérise le mannequin dit « Pitet » agréé par la Fédération française de sauvetage et de secourisme, c'est :
- son poids apparent de 1,5 kg et 80 kg lorsqu'il est rempli d'eau ;
- le fait que, voies aériennes hors de l'eau, il soit impossible de vider de l'eau (bouchon de fermeture).

Généralement, chaque piscine dispose d'un mannequin de ce type.
Pour les plus jeunes, il existe un modèle appelé « le petit Léon ».

## Utilisation
Il est utilisé :
- dans le cadre de l'apprentissage du sauvetage et secourisme, par exemple les formations BNSSA ;
- dans le cadre du sauvetage sportif, pour s’entraîner au remorquage d'un homme de 80 kg.

La liste non exhaustive des épreuves utilisant le mannequin :
- - 50 m mannequin,
  - 100 m mannequin Palme,
  - 100 m bouée tube (mannequin semi-immergé),
  - 200 m Super Sauveteur (mannequin immergé et semi-immergé).